# Farsália

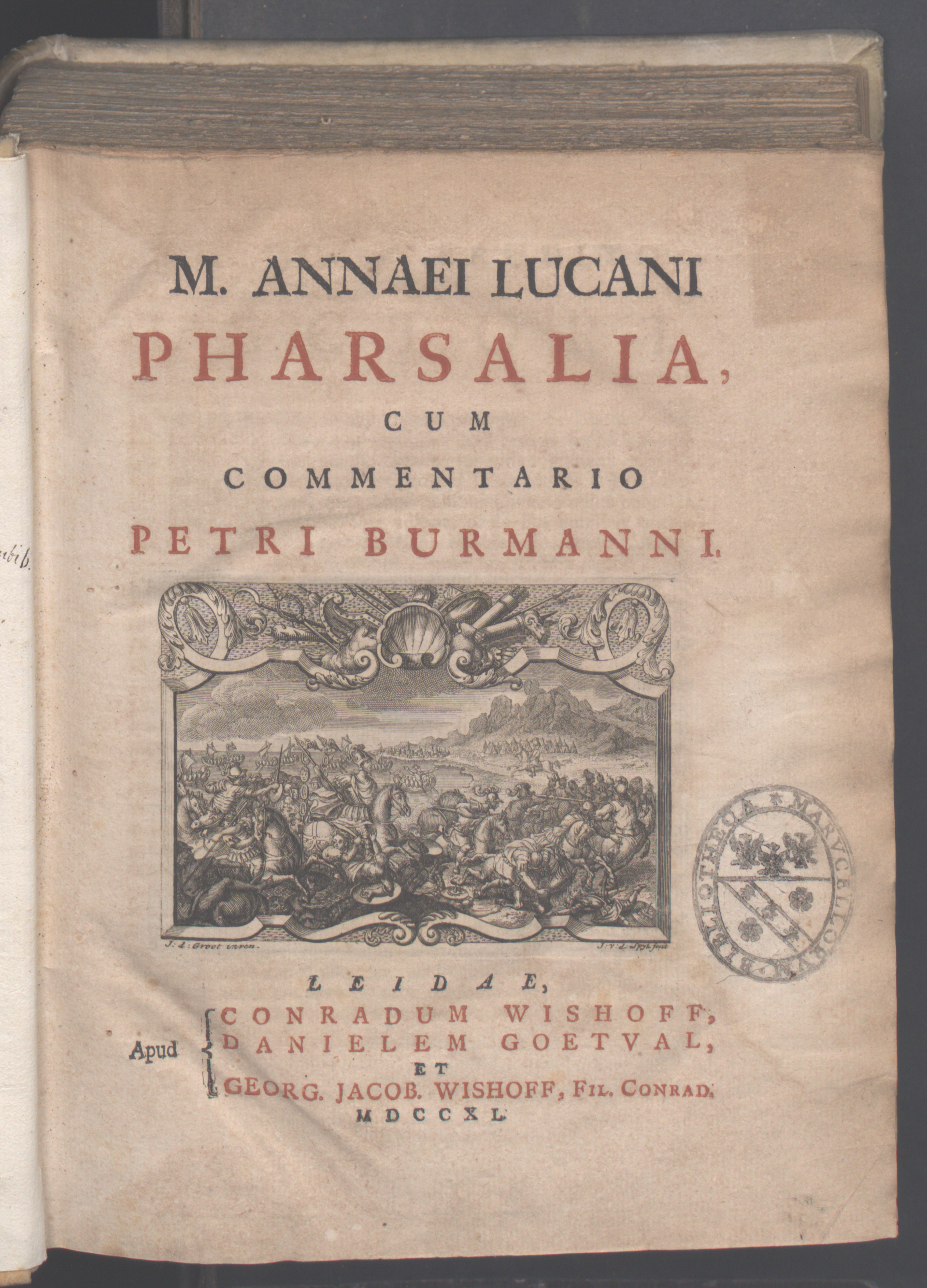
Pharsalia, 1740

Farsália é um poema épico escrito pelo poeta latino Lucano. Trouxe várias inovações para a épica, destacadamente a ausência de intervenções divinas e o tratamento de assuntos históricos. Lucano compôs a Farsália explicitamente em oposição à Eneida, tanto pela forma como pelo conteúdo e as posições políticas assumidas pelo autor.

## Estrutura da obra
Quando foi condenado ao suicídio, Lucano ainda não havia terminado a obra que, portanto, ficou incompleta: é provável que Lucano planejasse um épico de doze cantos (como a Eneida), mas só chegou a escrever dez.

## Assunto
O poema conta a história das guerras civis que precederam a queda da República romana, travadas entre os partidários de César e Pompeu e que terminou com a vitória de César, definida na batalha em Farsália.
Lucano posiciona-se como fortemente republicano, pintando César com cores sombrias ao mesmo tempo em que retrata Catão de Útica como herói político. Demonstra pessimismo quanto ao futuro de Roma, uma vez que os defensores da República foram derrotados.
Lucano constrói a sua épica polemizando explicitamente com a epopeia modelo da literatura latina: a Eneida. Polemiza com Virgílio não só a lamentar a queda da República e pintar com cores negativas a gens Iulia da qual descendera Augusto, mas também ao subverter vários aspectos formais da épica (estabelecidos pela Eneida).

## Personagens
Os principais personagens do poema são:
- Júlio César (general que se tornará ditador);
- Pompeu Magno (respeitado general aposentado que tomará a frente dos exércitos que defenderão a república da pretensões tirânicas de César);
- Catão de Útica (Defensor da República romana);
- Sexto Pompeu (filho de Pompeu Magno);
- Cícero (apoiador de Catão);
- Cornélia (esposa de Pompeu).

## Traduções em língua portuguesa
Em 2011 foi publicada uma tradução parcial da Farsália: tradução dos cinco primeiros cantos por Bruno V. G. Vieira.
Primeira tradução integral em língua portuguesa coordenada por Luís Manuel Gaspar Cerqueira em 2020

## A Epopeia Histórica
A tradição épica que vigorou em Roma de Névio a Virgílio como "modelo" teria sido a Epopeia Histórica. Esse subgênero prioriza os fatos e as descrições históricas (res gestae) em detrimento do mítico (fabula), embora o último, como característica, não seja apagado do Épico, mas funcione como um adorno. Virgílio e seus contemporâneos rompem com essa tradição - o que faz Vieira o considerar mais original do que Lucano, uma vez que este denomina sua obra inclusive de "romana carmina", apesar de radicalizar as res gestae (e aí sim Vieira vê um traço de originalidade - com seu carmen meonium (em referência a Meônia, suposta cidade em que nasceu Homero). 
Uma vez consolidado o carmen meonium de Virgílio que ganha em breve tempo notoriedade de modelo – se levarmos em conta as Metamorfoses de Ovídio –, é Lucano quase oitenta anos depois da publicação da Eneida que levará a cabo um projeto de epopeia exclusivamente histórica, radicalizando o uso das res gestae em detrimento da fabula mítica. O próprio Lucano parece se apressar em delimitar o subgênero épico por ele praticado. A justificativa dada pelo narrador da Farsália para invocar Nero, em detrimento de Apolo ou Baco, reside no gênero Romana carmina, “poemas de inspiração Romana” (1.66). Para esse tipo de poema, o próprio imperador como figura histórica e romana é tomado como uma fonte de uires, ou seja, retoricamente falando, “arroubo”, “força expressiva”. Cito o verso completo: tu satis ad uires Romana in carmina dandas (1.66), “p’ra dar arroubo a carmes romanos tu basta